# Lycker Seenplatte

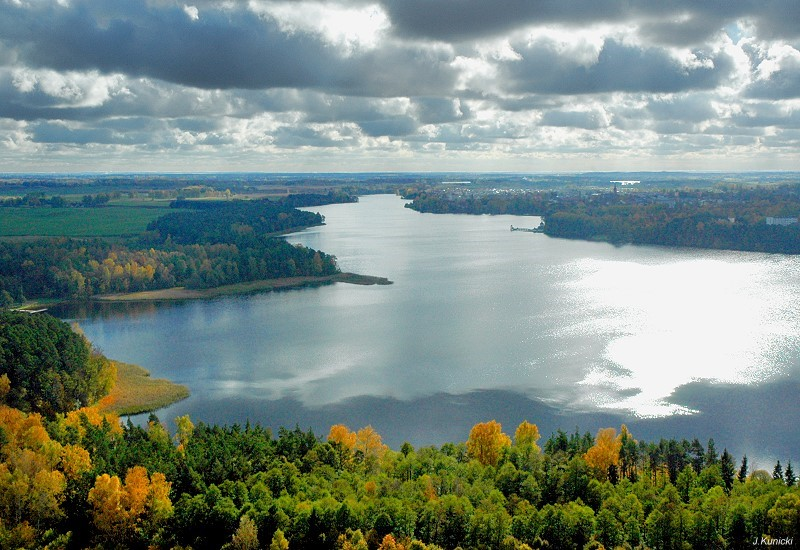
Jezioro Oleckie Wielkie

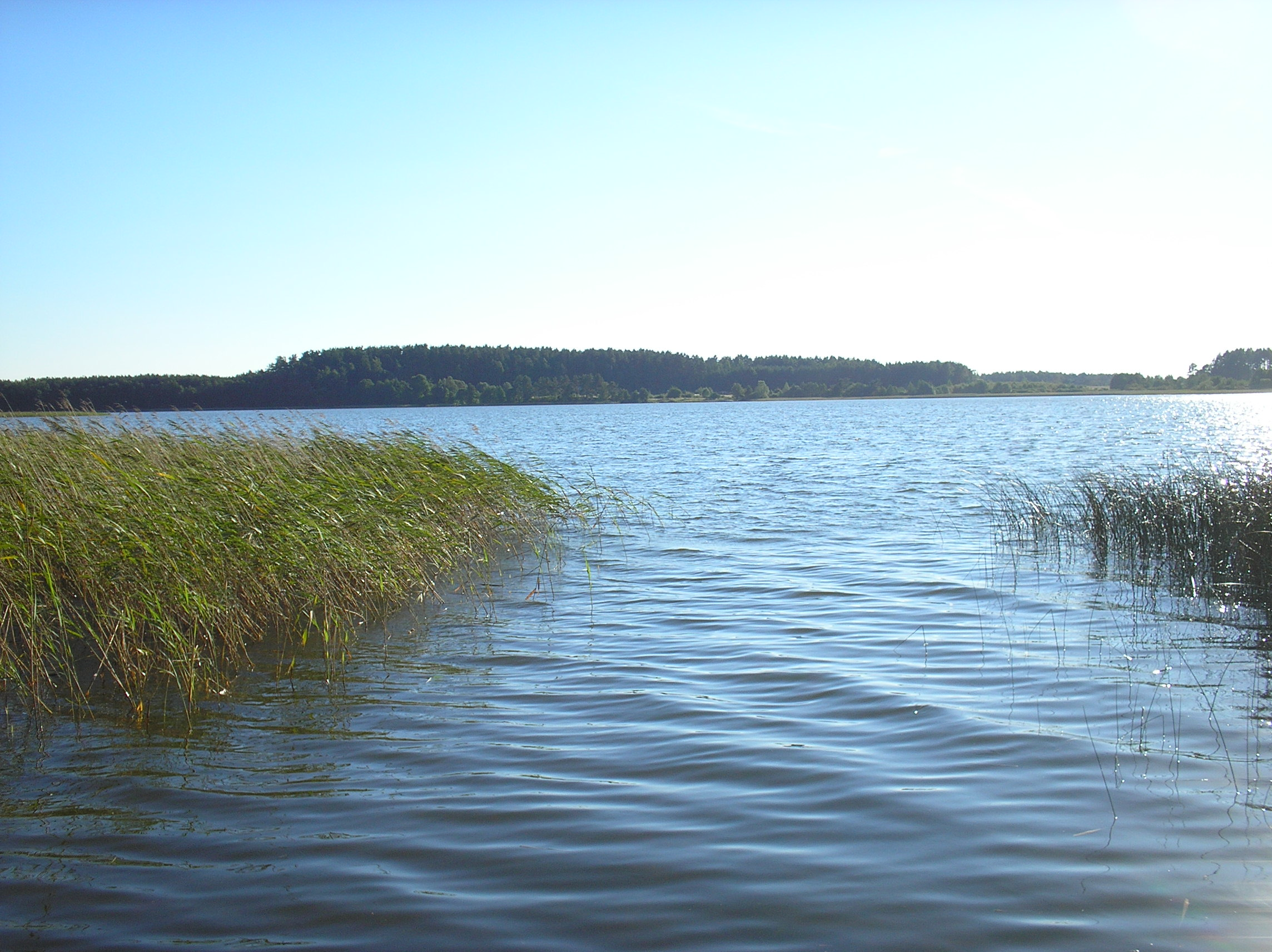
Jezioro Dybowskie

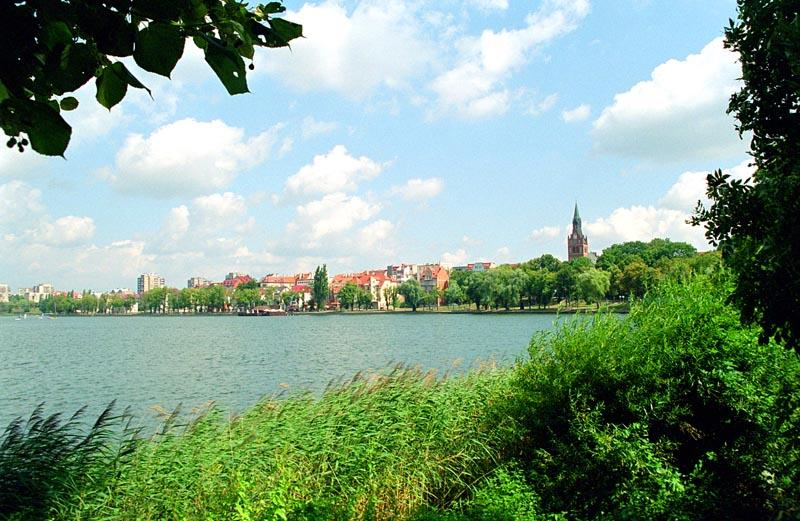
Jezioro Ełckie mit Ełk

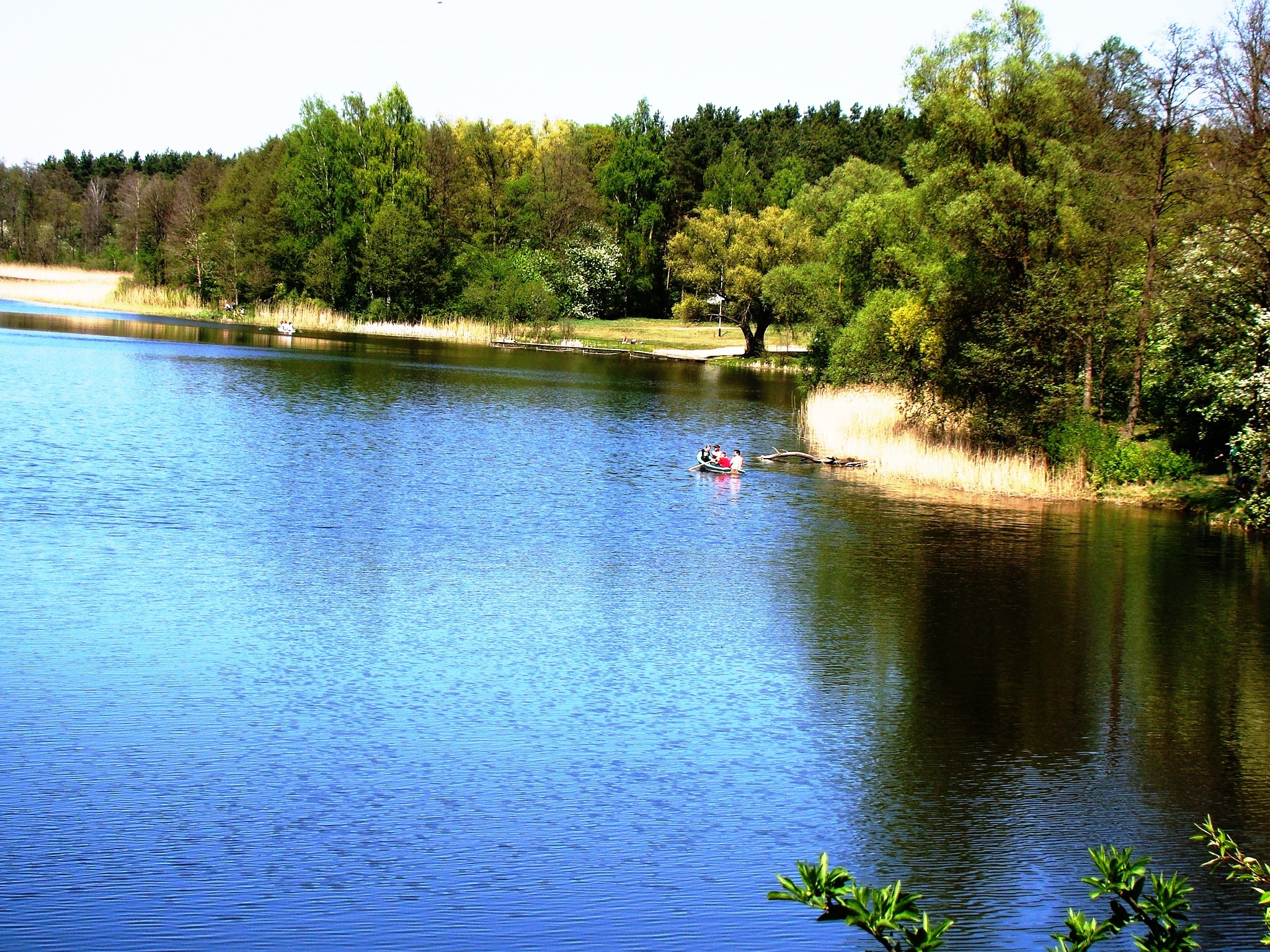
Jezioro Jędzelewo

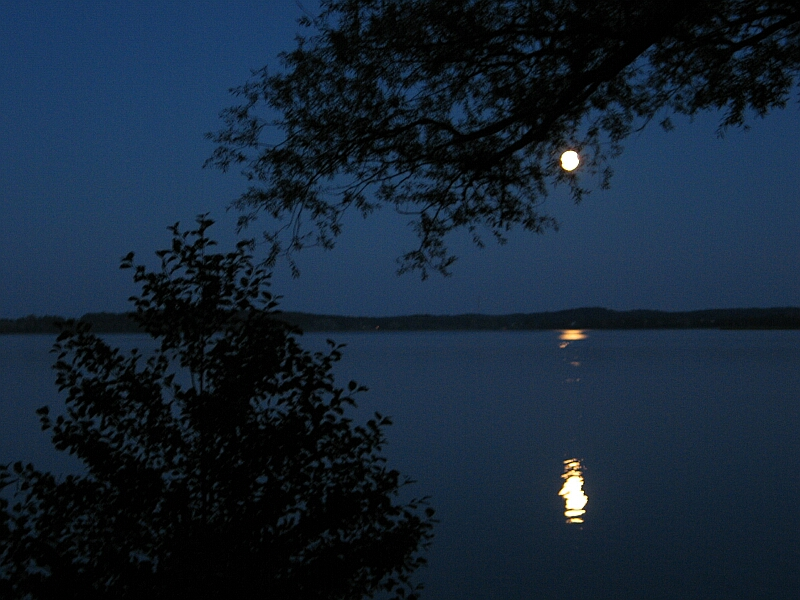
Der Mond am Jezioro Łaśmiady

Die Lycker Seenplatte, auch Lycker Seengebiet genannt, (polnisch Pojezierze Ełckie) bildet den östlichsten Teil der Masurischen Seenplatte im nordöstlichen Polen und gleichzeitig eine Mesoregion nach der geomorphologischen Einteilung Polens.

## Geografie
Neben den Seen des Sapina- und des Orzyszflusslaufes im Südwesten und dem großen Łaśmiady (Laszmiaden-See, ab 1938 Laschmiedensee) im Zentrum des Lycker Seengebietes prägen unzählige 1 kleinere Seen sowie die nördlichen und östlichen Nebenflussläufe des Ełk ein noch weitgehend unberührtes Landschaftsbild. Dessen Entstehung sind die Folgen der Baltischen Eiszeit. Geschiebemergelablagerungen bilden ein einzigartiges Relief, welches sich in einer abwechslungsreichen Hügellandschaft mit vielen Senken ohne Abfluss, sowie Fragmenten von Sand und Kies zeigt.

### Natur
Nördlich der Stadt Ełk, an der Grenze zur russischen Oblast Kaliningrad, erstrecken sich die Reservate der Puszcza Borecka. Sie bilden den nördlichen Außenring des Lycker Seengebiets und zählen zu den letzten europäischen Urwaldgebieten. Mit ihren riesigen Wäldern, eiszeitlichen Seen und Feuchtgebieten bieten sie unzähligen Pflanzen und Tieren längst vergangener europäischer Zeitepochen Lebensraum. Besonders zu erwähnen sind die Vorkommen der Elche und Bisons in Puszcza Borecka.

## Infrastruktur
Die am besten erschlossene Gegend des Lycker Seengebiets ist das Stadtgebiet von Ełk im Osten der Woiwodschaft Ermland-Masuren, zirka 140 km von Olsztyn und 220 km von der polnischen Hauptstadt Warschau entfernt.

### Verkehr
Zwischen der Stadt Ełk und der Hauptstadt Warschau sowie nach Danzig und nach Białystok bestehen Bahnverbindungen. Die kleineren Orte in dieser Region sind entweder per Bus oder mit einem gewöhnlichen Auto zu erreichen.
Auf den Bahnstrecken zwischen Ełk und Wydminy sowie nach Rajgród bestehen heute keine Personennahverkehrsverbindungen mehr. Die geringe Nachfrage sowie das Durchqueren von neu angelegten Reservatsterritorien ließen den Streckenbetrieb nach dem Zweiten Weltkrieg nicht wieder aufleben. Jedoch besteht in den Sommermonaten ein Schmalspurbetrieb der Lycker Kleinbahn (polnisch Ełcka Kolej Wąskotorowa) nach Laski Małe in Richtung Zawady-Tworki und Kalinowo.

## Übersicht
| Pojezierze Ełckie (Lycker Seengebiet) | Pojezierze Ełckie (Lycker Seengebiet) | Pojezierze Ełckie (Lycker Seengebiet) | Pojezierze Ełckie (Lycker Seengebiet) | Pojezierze Ełckie (Lycker Seengebiet) |
| Name des Sees                         | Fläche (km²)                          | m ü. NN                               | früherer deutscher Name des Sees      |                                       |
| ------------------------------------- | ------------------------------------- | ------------------------------------- | ------------------------------------- | ------------------------------------- |
| Jezioro Białe                         | 0,09 km²                              | 135,7 m                               | Weißsee                               |                                       |
| Jezioro Chełchy                       |                                       |                                       | Kelchensee                            |                                       |
| Jezioro Długie                        |                                       |                                       | Billsee                               |                                       |
| Jezioro Dręstwo                       | 5,05 – 5,49 km²                       | 114,7 – 114,9 m                       |                                       |                                       |
| Jezioro Dudeckie                      | 1,28 km²                              | 139,0 m                               |                                       |                                       |
| Jezioro Druglin Duży                  | 4,11 – 4,28 km²                       | 121,1 – 121,4 m                       | Inselsee                              |                                       |
| Jezioro Dworackie                     | 0,92 – 0,94 km²                       | 131,9 – 132,6 m                       |                                       |                                       |
| Jezioro Ełckie                        | 3,80 – 3,90 km²                       | 119,9 – 120,4 m                       | Lycker See                            |                                       |
| Jezioro Golubskie                     |                                       |                                       | Golluber See                          |                                       |
| Jezioro Guzki                         |                                       |                                       | Guskensee                             |                                       |
| Jezioro Haleckie                      |                                       |                                       | Talfrieder See                        |                                       |
| Jezioro Kępno                         |                                       |                                       |                                       |                                       |
| Jezioro Kociołek                      |                                       |                                       | Kessel-See                            |                                       |
| Jezioro Kraksztyn                     |                                       | 121,7 m                               |                                       |                                       |
| Jezioro Krzywe                        |                                       |                                       | Krzywer See                           |                                       |
| Jezioro Krzywionka                    |                                       |                                       |                                       |                                       |
| Jezioro Kuczki                        |                                       |                                       |                                       |                                       |
| Jezioro Kukowino                      | 1,32 km²                              | 139,0 m                               | Großer Kukowker See                   |                                       |
| Jezioro Łaśmiady                      | 8,80 – 9,40 km²                       | 124,8 – 125,2 m                       | Laschmiedensee                        |                                       |
| Jezioro Łaźno                         | 5,64 km²                              | 133,0 m                               | Haschner See                          |                                       |
| Jezioro Lepaccki                      |                                       |                                       | Lepackensee                           |                                       |
| Jezioro Lipińskie                     | 2,49 km²                              | 121,0 m                               | Lipinsker See                         |                                       |
| Jezioro Małe                          |                                       |                                       |                                       |                                       |
| Jezioro Mleczówka                     |                                       |                                       |                                       |                                       |
| Jezioro Muliste                       |                                       |                                       |                                       |                                       |
| Jezioro Nieciecze                     |                                       |                                       |                                       |                                       |
| Jezioro Okagłe                        |                                       |                                       | Schwansee                             |                                       |
| Jezioro Orzysz                        | 10,85 km²                             | 117,0 m                               | Arys-See                              |                                       |
| Jezioro Przepiórka                    |                                       |                                       | Przepiorker See                       |                                       |
| Jezioro Prytulskie                    | 2,20 km²                              | 131,0 m                               | Herzogskirchener See                  |                                       |
| Jezioro Rajgrodzkie                   | 14,99 – 15,03 km²                     | 117,5 – 118,6 m                       | Raygrod-See                           |                                       |
| Jezioro Rogale                        |                                       |                                       | Rogaller See                          |                                       |
| Jezioro Romoły                        | 0,43 – 0,47 km²                       | 148,2 – 148,6 m                       | Rumetensee                            |                                       |
| Jezioro Rostki                        | 0,65 km²                              | 120,7 m                               | Rostker See                           |                                       |
| Jezioro Ryzonka Duża                  |                                       |                                       |                                       |                                       |
| Jezioro Ryzonka Mała                  |                                       |                                       |                                       |                                       |
| Jezioro Sajno                         |                                       |                                       |                                       |                                       |
| Jezioro Selmęt Mały                   |                                       |                                       | Kleiner Sellmentsee                   |                                       |
| Jezioro Selmęt Wielki                 | 12,73 km²                             |                                       | Großer Sellmentsee                    |                                       |
| Jezioro Sawinda Mała                  |                                       |                                       | Klein Marger See                      |                                       |
| Jezioro Sawinda Wielkie               | 1,91 – 2,25 km²                       | 123,6 – 124,6 m                       | Groß Marger See                       |                                       |
| Jezioro Skomętno                      |                                       |                                       | Skomentner See                        |                                       |
| Jezioro Stackie                       | 3,44 – 3,99 km²                       | 24,5 – 35,0 m                         | Statzer See                           |                                       |
| Jezioro Stopka                        |                                       |                                       |                                       |                                       |
| Jezioro Straduńskie                   |                                       |                                       | Stradauner See                        |                                       |
| Jezioro Strzelniki                    |                                       |                                       | Schützenau See                        |                                       |
| Jezioro Sunowo                        | 1,68 – 1,78 km²                       | 121,5 – 122,0 m                       | Sonnau-See                            |                                       |
| Jezioro Świętajno                     | 1,75 km²                              | 138,4 m                               | Schwentainer See                      |                                       |
| Jezioro Szarek                        |                                       |                                       | Sarker See                            |                                       |
| Jezioro Tajno                         |                                       |                                       |                                       |                                       |
| Jezioro Ułówki                        |                                       |                                       |                                       |                                       |
| Jezioro Wierzbińskie                  | 1,04 km²                              |                                       | Wiersbinner See                       |                                       |
| Jezioro Woszczelskie                  | 1,73 km²                              |                                       | Woszeller See                         |                                       |
| Jezioro Wylewy                        |                                       |                                       |                                       |                                       |
| Jezioro Zajdy                         |                                       |                                       | Saidensee                             |                                       |
| Jezioro Zawadzkie                     |                                       |                                       | Muxtsee                               |                                       |
| Jezioro Zdedy                         | 1,82 km²                              |                                       | Sdeder See                            |                                       |
| Jezioro Zdrężno                       | 0,71 km²                              |                                       | Dreibuchten See                       |                                       |